# Piłka ręczna na Letnich Igrzyskach Olimpijskich 1972
Piłka ręczna na Letnich Igrzyskach Olimpijskich 1972 w Monachium, rozgrywana była w dniach 30 sierpnia – 10 września. Był to drugi turniej piłki ręcznej na letnich igrzyskach olimpijskich od igrzysk w Berlinie w 1936, kiedy to po raz pierwszy w historii rozegrano tę dyscyplinę na igrzyskach olimpijskich. Rozegrano tylko turniej mężczyzn, w którym udział wzięło 16 drużyn (243 zawodników). Złoto wywalczyła reprezentacja Jugosławii, po srebro sięgnęła drużyna Czechosłowacji a brąz przypadł reprezentacji Rumunii.

## Wyniki zawodów[1]

### Grupa A
| Drużyna | Pkt | Mecze | Zwycięstwa | Remisy | Porażki | +  | -  |
| ------- | --- | ----- | ---------- | ------ | ------- | -- | -- |
| Szwecja | 4   | 3     | 1          | 2      | 0       | 40 | 34 |
| ZSRR    | 4   | 3     | 1          | 2      | 0       | 40 | 34 |
| Polska  | 3   | 3     | 1          | 1      | 1       | 35 | 38 |
| Dania   | 1   | 3     | 0          | 1      | 2       | 30 | 39 |

| 30 sierpnia |       |         |
| Dania       | 12:12 | ZSRR    |
| Szwecja     | 13:13 | Polska  |
| 1 września  |       |         |
| Dania       | 8:11  | Polska  |
| Szwecja     | 11:11 | ZSRR    |
| 3 września  |       |         |
| Dania       | 10:16 | Szwecja |
| ZSRR        | 17:11 | Polska  |

### Grupa B
| Drużyna        | Pkt | Mecze | Zwycięstwa | Remisy | Porażki | +  | -  |
| -------------- | --- | ----- | ---------- | ------ | ------- | -- | -- |
| NRD            | 6   | 3     | 3          | 0      | 0       | 51 | 32 |
| Czechosłowacja | 3   | 3     | 1          | 1      | 1       | 56 | 40 |
| Islandia       | 3   | 3     | 1          | 1      | 1       | 57 | 51 |
| Tunezja        | 0   | 3     | 0          | 0      | 3       | 32 | 73 |

| 30 sierpnia    |       |                |
| NRD            | 16:11 | Islandia       |
| Czechosłowacja | 25:7  | Tunezja        |
| 1 września     |       |                |
| NRD            | 21:9  | Tunezja        |
| Czechosłowacja | 19:19 | Islandia       |
| 3 września     |       |                |
| NRD            | 14:12 | Czechosłowacja |
| Islandia       | 27:16 | Tunezja        |

### Grupa C
| Drużyna   | Pkt | Mecze | Zwycięstwa | Remisy | Porażki | +  | -  |
| --------- | --- | ----- | ---------- | ------ | ------- | -- | -- |
| Rumunia   | 6   | 3     | 3          | 0      | 0       | 46 | 37 |
| RFN       | 3   | 3     | 1          | 1      | 1       | 39 | 38 |
| Norwegia  | 3   | 3     | 1          | 1      | 1       | 48 | 50 |
| Hiszpania | 0   | 3     | 0          | 0      | 3       | 39 | 47 |

| 30 sierpnia |       |           |
| Rumunia     | 18:14 | Norwegia  |
| RFN         | 13:10 | Hiszpania |
| 1 września  |       |           |
| Rumunia     | 15:12 | Hiszpania |
| RFN         | 15:15 | Norwegia  |
| 3 września  |       |           |
| Rumunia     | 13:11 | RFN       |
| Norwegia    | 19:17 | Hiszpania |

### Grupa D
| Drużyna           | Pkt | Mecze | Zwycięstwa | Remisy | Porażki | +  | -  |
| ----------------- | --- | ----- | ---------- | ------ | ------- | -- | -- |
| Jugosławia        | 6   | 3     | 3          | 0      | 0       | 63 | 45 |
| Węgry             | 4   | 3     | 2          | 0      | 1       | 64 | 45 |
| Japonia           | 2   | 3     | 1          | 0      | 2       | 46 | 56 |
| Stany Zjednoczone | 0   | 3     | 0          | 0      | 3       | 46 | 73 |

| 30 sierpnia |       |                   |
| Jugosławia  | 20:14 | Japonia           |
| Węgry       | 28:15 | Stany Zjednoczone |
| 1 września  |       |                   |
| Jugosławia  | 25:15 | Stany Zjednoczone |
| Węgry       | 20:12 | Japonia           |
| 3 września  |       |                   |
| Jugosławia  | 18:16 | Węgry             |
| Japonia     | 20:16 | Stany Zjednoczone |

### Grupa 1
| Drużyna        | Pkt | Mecze | Zwycięstwa | Remisy | Porażki | +  | -  |
| -------------- | --- | ----- | ---------- | ------ | ------- | -- | -- |
| Czechosłowacja | 4   | 3     | 2          | 0      | 1       | 48 | 38 |
| NRD            | 4   | 3     | 2          | 0      | 1       | 36 | 34 |
| ZSRR           | 3   | 3     | 1          | 1      | 1       | 34 | 34 |
| Szwecja        | 1   | 3     | 0          | 1      | 2       | 34 | 40 |

| 6 września |       |                |
| Szwecja    | 12:15 | Czechosłowacja |
| ZSRR       | 11:8  | NRD            |
| 8 września |       |                |
| Szwecja    | 11:14 | NRD            |
| ZSRR       | 11:14 | Czechosłowacja |

### Grupa 2
| Drużyna    | Pkt | Mecze | Zwycięstwa | Remisy | Porażki | +  | -  |
| ---------- | --- | ----- | ---------- | ------ | ------- | -- | -- |
| Jugosławia | 6   | 3     | 3          | 0      | 0       | 56 | 44 |
| Rumunia    | 4   | 3     | 2          | 0      | 1       | 46 | 39 |
| RFN        | 2   | 3     | 1          | 0      | 2       | 43 | 51 |
| Węgry      | 0   | 3     | 0          | 0      | 3       | 44 | 55 |

| 6 września |       |            |
| Rumunia    | 20:14 | Węgry      |
| RFN        | 15:24 | Jugosławia |
| 8 września |       |            |
| Rumunia    | 13:14 | Jugosławia |
| RFN        | 17:14 | Węgry      |

### Mecze o miejsca 13–16
| 7 września |       |         |
| Dania      | 29:21 | Tunezja |

| 7 września        |       |           |
| Stany Zjednoczone | 29:21 | Hiszpania |

### Mecze o miejsca 9–12
| 7 września |       |          |
| Polska     | 20:17 | Islandia |

| 7 września |       |         |
| Norwegia   | 19:17 | Japonia |

### Mecz o miejsca 15–16
| 9 września |       |         |
| Hiszpania  | 23:20 | Tunezja |

### Mecz o miejsca 13–14
| 9 września |       |                   |
| Dania      | 19:18 | Stany Zjednoczone |

### Mecz o miejsca 11–12
| 9 września |       |          |
| Japonia    | 19:18 | Islandia |

### Mecz o miejsca 9–10
| 9 września |       |        |
| Norwegia   | 23:20 | Polska |

### Mecz o miejsca 7–8
| 10 września |       |       |
| Szwecja     | 19:18 | Węgry |

### Mecz o miejsca 5–6
| 10 września |       |     |
| ZSRR        | 17:16 | RFN |

### Mecz o 3. miejsce
| 10 września |       |     |
| Rumunia     | 19:16 | NRD |

### Finał
| 10 września |       |                |
| Jugosławia  | 21:16 | Czechosłowacja |

## Zestawienie końcowe drużyn
| Poz. | Drużyna           |
| ---- | ----------------- |
|      | Jugosławia        |
|      | Czechosłowacja    |
|      | Rumunia           |
| 4    | NRD               |
| 5    | ZSRR              |
| 6    | RFN               |
| 7    | Szwecja           |
| 8    | Węgry             |
| 9    | Norwegia          |
| 10   | Polska            |
| 11   | Japonia           |
| 12   | Islandia          |
| 13   | Dania             |
| 14   | Stany Zjednoczone |
| 15   | Hiszpania         |
| 16   | Tunezja           |

## Medaliści
| | | |
| Jugosławia Zoran Živković · Abaz Arslanagić · Miroslav Pribanić · Petar Fajfrić · Milorad Karalić · Đoko Lavrnić · Slobodan Mišković · Hrvoje Horvat · Branislav Pokrajac · Zdravko Miljak · Milan Lazarević · Nebojša Popović · Zdenko Zorko · Albin Vidović | Czechosłowacja Ladislav Beneš · František Brůna · Vladimír Haber · Vladimír Jarý · Jiří Kavan · Arnošt Klimčík · Jaroslav Konečný · František Králík · Jindřich Krepindl · Vincent Lafko · Andrej Lukošík · Pavel Mikeš · Petr Pospíšil · Ivan Satrapa · Zdeněk Škára · Jaroslav Škarvan | Rumunia Ștefan Birtalan · Adrian Cosma · Marin Dan · Alexandru Dincă · Cristian Gațu · Gheorghe Gruia · Roland Guneš · Gabriel Kicsid · Ghiță Licu · Cornel Penu · Valentin Samungi · Simion Schobel · Werner Stöckl · Constantin Tudosie · Radu Voina |

## Składy pozostałych reprezentacji
- 4. miejsce:  NRD : Wolfgang Böhme, Reiner Frieske, Reiner Ganschow, Jürgen Hildebrandt, Horst Jankhöfer, Wolfgang Lakenmacher, Klaus Langhoff, Peter Larisch, Peter Randt, Udo Röhrig, Josef Rose, Siegfried Voigt, Klaus Weiß, Rainer Würdig, Rainer Zimmermann, Harry Zörnack. Trener: Heinz Seiler
- 5. miejsce:  ZSRR : Walerij Gassi, Wasilij Ilin, Michaił Iszczenko, Jurij Klimow, Walentin Kuliew, Jurij Łahutyn, Michaił Łużenko, Władimir Maksimow, Albert Oganiezow, Aleksandr Panow, Ołeksandr Rezanow, Nikołaj Siemionow, Anatolij Szewczenko, Iwan Usaty, Jānis Vilsons. Trener: Anatolij Jewtuszenko
- 6. miejsce:  RFN : Herwig Ahrendsen, Hans-Jürgen Bode, Wolfgang Braun, Peter Bucher, Jochen Feldhoff, Diethard Finkelmann, Josef Karrer, Klaus Kater, Klaus Lange, Herbert Lübking, Heiner Möller, Hans-Peter Neuhaus, Uwe Rathjen, Herbert Rogge, Herbert Wehnert, Klaus Westebbe. Trener: Werner Vick
- 7. miejsce:  Szwecja : Björn Andersson, Bo Andersson, Dan Eriksson, Lennart Eriksson, Johan Fischerström, Göran Hård af Segerstad, Bengt Johansson, Benny Johansson, Jan Jonsson, Lars Karlsson, Michael Koch, Olle Olsson, Sten Olsson, Thomas Persson, Bertil Söderberg, Frank Ström. Trener: Roland Mattsson
- 8. miejsce:  Węgry : János Adorján, Béla Bartalos, János Csík, László Harka, József Horváth, Sándor Kaló, István Marosi, Lajos Simó, János Stiller, István Szabó, László Szabó, Sándor Takács, István Varga, Károly Vass, Sándor Vass, Gyula Huth. Trener: Miklós Albrecht
- 9. miejsce:  Norwegia :  Per Ankre, Arnulf Bæk, Pål Bye, Pål Cappelen, Carl Graff-Wang, Inge Hansen, Torstein Hansen, Roger Hverven, Ulf Magnussen, Jan Økseter, Sten Osther, Jon Reinertsen, Geir Røse, Per Søderstrøm, Harald Tyrdal, Finn Urdal. Trener: Thor Nohr
- 10. miejsce:  Polska : Zdzisław Antczak, Zbigniew Dybol, Franciszek Gąsior, Jan Gmyrek, Bogdan Kowalczyk, Zygfryd Kuchta, Andrzej Lech, Jerzy Melcer, Helmut Pniociński, Henryk Rozmiarek, Andrzej Sokołowski, Engelbert Szolc, Andrzej Szymczak, Włodzimierz Wachowicz, Robert Zawada. Trener: Janusz Czerwiński
- 11. miejsce:  Japonia : Shuji Arinaga, Katsuhiko Chikamori, Kiyotaka Hayakawa, Hiroshi Honda, Masayuki Hyokai, Nobuyuki Iida, Minoru Kino, Takezo Nakai, Toshio Niimi, Kiyoshi Noda, Kenichi Sasaki, Toshihiko Shimosato. Trener: ?
- 12. miejsce:  Islandia : Axel Axelsson, Ólafur Benediktsson, Björgvin Björgvinsson, Hjalti Einarsson, Sigurður Einarsson, Birgir Finnbogason, Stefán Gunnarsson, Geir Hallsteinsson, Ólafur Jónsson, Stefán Jónsson, Jón Magnússon, Ágúst Ögmundsson, Sigurbergur Sigsteinsson, Viðar Símonarson, Gunnsteinn Skúlason, Gísli Blöndal. Trener: Hilmar Björnsson
- 13. miejsce:  Dania :  Arne Andersen, Keld Andersen, Jørgen Frandsen, Claus From, Flemming Hansen, Jørgen Heidemann, Søren Jensen, Bent Jørgensen, Kay Jørgensen, Flemming Lauritzen, Svend Lund, Tom Lund, Thor Munkager, Vagn Nielsen, Karsten Sørensen, Jørgen Vodsgaard. Trener: Jørgen Gaarskjær
- 14. miejsce:  Stany Zjednoczone : Richard Abrahamson, Fletcher Abram, Roger Baker, Dennis Berkholtz, Larry Caton, Vincent DiCalogero, Elmer Edes, Thomas Hardiman, Rudolph Matthews, Sandor Rivnyak, James Rogers, Richard Schlesinger, Kevin Serrapede, Robert Sparks, Joel Voelkert, Harry Winkler. Trener: Peter Buehning
- 15. miejsce:  Hiszpania : Antonio Andreu, Miguel Ángel Cascallana, Fernando de Andrés, Javier García, Jesús Guerrero, Juan Miguel Igartua, Santos Labaca, Francisco López, Juan Antonio Medina, Juan Morera, Vicente Ortega, José Perramón, José Rochel, José Manuel Taure, José Villamarín. Trener: Domingo Bárcenas
- 16. miejsce:  Tunezja : Ahmed Bel Hadj, Raouf Ben Samir, Moncef Besbès, Taoufik Djemail, Aleya Hamrouni, Mouir Jelili, Mohamed Jeljeli, Mohamed Khalladi, Mohamed Klai, Faouzi Ksouri, Moncef Oueslati, Fawzi Sbabti, Amor Sghaier, Abdelaziz Zaibi, Ridha Zitoun. Trener: ?